# Хохлов, Василий Сосипатрович
Васи́лий Сосипа́трович Хохло́в (23 января 1913, Лядихово, Пронский уезд, Рязанская губерния, Российская империя ― 22 мая 1979, Йошкар-Ола, Марийская АССР, РСФСР, СССР) — советский деятель машиностроительной и оборонной промышленности, инженер-технолог. Главный технолог Марийского машиностроительного завода (1953―1973). Заслуженный деятель науки и техники Марийской АССР (1965).

## Биография
Родился 23 января 1913 года в дер. Лядихово ныне Старожиловского района Рязанской области в крестьянской семье.
В 1941 году окончил Московский механико-машиностроительный институт им. Н. Э. Баумана.
В том же году направлен в Марийскую АССР на завод № 297 (позже Марийский машиностроительный завод): мастер, начальник участка, начальник технического бюро; заместитель, в 1953―1973 годах ― главный технолог завода.
В 1965 году за вклад в развитие промышленности ему присвоено почётное звание «Заслуженный деятель науки и техники Марийской АССР». Награждён орденами «Знак Почёта» и Трудового Красного Знамени.
Скончался 22 мая 1979 года в г. Йошкар-Оле.

## Звания и награды
- Заслуженный деятель науки и техники Марийской АССР (1965)[3]
- Орден Трудового Красного Знамени (1971)[3]
- Орден «Знак Почёта» (1962)[3]